# 嫉妬の香り
『嫉妬の香り』（しっとのかおり）は、日本の小説家・辻仁成の小説、およびそれを原作とした日本のテレビドラマ作品である。

## テレビドラマ
2001年10月12日から12月21日まで毎週金曜日23:15 - 翌0:10（JST）に、テレビ朝日系の「金曜ナイトドラマ」枠で放送された。

### キャスト

#### 主要人物
高村ミノリ
演 - 本上まなみ
アロマセラピスト。特別な香り・麝香の香りの持ち主。恋人のテツシとは同棲中でプロポーズされたのだが、過去に直樹に嫉妬して結婚がダメになったことがあり、不安を抱いている。
中原テツシ
演 - 堺雅人
ミノリの恋人。早希と関係をもち、よき理解者となるが、ミノリへの気持ちが大きい。

#### 政野家
政野早希
演 - 川原亜矢子
英二の妻で広告代理店の女社長。モデル並みの長身と端麗な容姿の持ち主。ゲランの香水ジャルダンバガテールを愛用している。実はミノリに恨みを抱いていた。英二をとられるのが怖くてテツシと未来への復讐をする。しかし、それがきっかけでテツシにも愛が芽生えてしまう。
政野英二
演 - 寺脇康文
早希の夫。建築家。早希とは束縛しない関係を築きあげてたつもりだが、ミノリとの出会いで壊れてゆく妻をみたとき幻滅する。ミノリの健気さや苦しむ姿を見て次第に惹かれていき、守っていく。

#### 広告代理店
浅井誠
演 - オダギリジョー
早希の部下。早希を異常なほど愛し、彼女を苦しめるミノリを消そうとする。
安藤千尋
演 - みれいゆ
早希の部下。人を差別しない。誠が気になっているようである。

#### 英二の関係者
森村優香
演 - 池田真紀
英二の部下。英二に惚れている。素直なタイプである。
沢口啓介
演 - 村上幸平
英二の部下。優香のことを心配している。

#### ミノリの関係者
梶久志
演 - 桑野信義
ミノリの良き理解者。ミノリとテツシを優しく見守る。
梶悦子
演 - 浜丘麻矢
ミノリの良き理解者で久志の年離れた妻。
谷崎直樹
演 - 伊藤英明
ミノリの元婚約者。今は過去のミノリのストーカーまがいの行動を理解している。実は高校時代、ミノリと付き合う前に早希と付き合っていた。
萩原智恵子
演 - 原沙知絵
クロードブランシュの社長令嬢で、コロンビア大学大学院を修了しているMBA。テツシに目をつけるが、無理だとわかるとテツシのためにミノリを助けるように。
志賀ナオ
演 - 中村江里子
アロマティスト。直樹との破局で傷ついていたミノリを救った人物。
高村昭
演 - 寺田農
ミノリの父。

### スタッフ
- 原作 - 辻仁成
- 脚本 - 吉田玲子（第1 - 2・5 - 6・10 - 最終話）、後藤法子（第3 - 4・8 - 9・最終話）
- 監督 - 佐藤嗣麻子（第1 - 2・5・7・10 - 最終話）、塚本連平（第3 - 4・6・8話）、日比野朗（第9話）
- 主題歌 - ECHOES OF YOUTH「SLOW」（Passaggio Discs）
- 挿入歌 - Clementine with Jinsei Tsuji「二人でゆっくり〜Tous deux tout doux〜」（Passaggio Discs）
- 撮影 - 金谷宏二（J.S.C）、安田光
- 照明 - 青山茂雄
- 音声 - 高橋寿光
- VE - 佐藤学
- 編集 - 森崎好（第1 - 6話）、和田至亮（第7話）
- EED - 松田英明（第1話）、四元宣成（第2話）、釘谷冬彦（第3話）、渡辺健也（第4 - 7話）
- 音響効果 - 石井和之
- MA - 河野賢一郎（第1 - 3話）、緒方保資（第4 - 7話）
- 技術営業 - 森一也（第1 - 5話）、小関進（第6 - 7話）
- イメージ・デザイン - 種田陽平
- 美術プロデューサー - 塩田仁
- デザイン - 塩野秀俊
- 装飾 - 池田大威
- 大道具 - 三ツ泉貴幸
- 持道具 - 高瀬英明
- 衣裳 - 山子美鈴
- ヘアメイク - 佐藤優子
- スタイリスト - 中西順子、OFFICE i-D
- 広報 - 曲尾有香（テレビ朝日）
- 宣伝 - 佐生真由子（テレビ朝日）
- スチール - 森本佳秀
- タイトルデザイン - 新妻久典
- 技術協力 - ビデオフォーカス（第1 - 5話）、K・D・N、Joy.T
- 美術協力 - 舞クリエーション
- スタジオ - 目黒スタジオ
- 助監督 - 日比野朗
- スケジュール - 安見悟朗
- 制作担当 - 中保眞典
- 制作主任 - 倉又由一
- プロデューサー補 - 梶山貴弘（テレビ朝日）、平田尚泰
- チーフプロデューサー - 梅澤道彦（テレビ朝日）
- プロデューサー - 横地郁英（テレビ朝日）、遠田孝一（MMJ）
- 制作 - テレビ朝日、MMJ

### 放送日程
| 話数   | 放送日   | サブタイトル                            | 脚本              | 監督       |
| ------ | -------- | --------------------------------------- | ----------------- | ---------- |
| 第1話  | 10月12日 | ジャルダン・バガテール                  | 吉田玲子          | 佐藤嗣麻子 |
| 第2話  | 10月19日 | ホテル…禁断の罠                         | 吉田玲子          | 佐藤嗣麻子 |
| 第3話  | 10月26日 | 秘密の宿 裏切る夜                       | 後藤法子          | 塚本連平   |
| 第4話  | 11月02日 | 事故…別れの瞬間                         | 後藤法子          | 塚本連平   |
| 第5話  | 11月09日 | 裏切りのオムレツが、今日、愛をうち砕く… | 吉田玲子          | 佐藤嗣麻子 |
| 第6話  | 11月16日 | 麝香の香り                              | 吉田玲子          | 塚本連平   |
| 第7話  | 11月23日 | 24時間監視する彼                        | 吉田玲子          | 佐藤嗣麻子 |
| 第8話  | 11月30日 | 妊娠                                    | 後藤法子          | 塚本連平   |
| 第9話  | 12月07日 | 離婚                                    | 後藤法子          | 日比野朗   |
| 第10話 | 12月14日 | ミノリと英二がついに…                   | 吉田玲子          | 佐藤嗣麻子 |
| 最終話 | 12月21日 | 奇跡の夜                                | 吉田玲子 後藤法子 | 佐藤嗣麻子 |

| テレビ朝日系 金曜ナイトドラマ                         | テレビ朝日系 金曜ナイトドラマ          | テレビ朝日系 金曜ナイトドラマ    |
| 前番組                                                | 番組名                                 | 次番組                           |
| ----------------------------------------------------- | -------------------------------------- | -------------------------------- |
| 生きるための情熱としての殺人 （2001.7.6 - 2001.9.21） | 嫉妬の香り （2001.10.12 - 2001.12.21） | TRICK2 （2002.1.11 - 2002.3.22） |